# Bucket List Project
Bucket List Project è il primo album in studio del rapper statunitense Saba, pubblicato nel 2016.

## Tracce
Testi e musiche di Tahj Malik Chandler.
1. In Loving Memory – 1:57
2. Stoney (featuring Phoelix and BJRKNC) – 3:32
3. GPS (featuring Twista) – 3:48
4. Church (Liquor Store) (featuring Noname) – 4:05
5. Westside Bound 3 (featuring Joseph Chilliams) – 2:58
6. MOST – 3:34
7. Symmetry – 4:33
8. Photosynthesis (featuring Jean Deaux) – 3:23
9. The Billy Williams Story – 3:54
10. Bucket List (featuring Matthew Santos) – 3:36
11. American Hypnosis (featuring Akenya) – 4:14
12. California / Outro (featuring Ravyn Lenae and Phoelix) – 6:25
13. World in My Hands (featuring Smino and LEGIT) – 3:52